# طارق نجا
طارق نجا، معماري مصري/أمريكي معاصر، صاحب ومؤسس «ستوديو نجا» للعمارة بكل من بالقاهرة ولوس أنجلوس، بكاليفورنيا. يتميز بفكرة الفلسفي، المرتبط بوجودية الفراغات وماحولها. ويعمل حاليا على إعادة تصميم منطقة الهرم وأبي الهول المتحف المصري الجديد، بالجيزة.

## حياته الأولى
حصل طارق نجا على بكاريوس الهندسة المعمارية من جامعة عين شمس في عام 1975، ثم عمل معيدا بالجامعة، قبل أن يسافر بعدها للولايات المتحدة ليحصل على درجة الماجستير من جامعة مينيسوتا عام 1982. كما ألتحق بجامعة بنسلفانيا للحصول على درجة الدكتوراة.